# Xestoleberis hopkinsi
Xestoleberis hopkinsi är en kräftdjursart som beskrevs av Tage Skogsberg 1950. Xestoleberis hopkinsi ingår i släktet Xestoleberis och familjen Xestoleberididae. Inga underarter finns listade i Catalogue of Life.